# Christoph Dohmen
Christoph Dohmen (* 8. Januar 1957 in Geilenkirchen) ist ein deutscher römisch-katholischer Theologe und Alttestamentler.

## Leben
Von 1976 bis 1982 studierte Christoph Dohmen Katholische Theologie, Philosophie, Semitistik und Altorientalistik an den Universitäten Bonn und Köln. Für seine Dissertation zum Dr. theol. 1985 (Das Bilderverbot. Seine Entstehung und seine Entwicklung im Alten Testament) erhielt er den Bonner Universitätspreis. 1988 folgte die Habilitation im Fach Alttestamentliche Wissenschaft, ebenfalls in Bonn. Im gleichen Jahr war er zunächst Lehrstuhlvertreter für Exegese des Alten Testaments an der Universität Osnabrück, seit 1990 dann Professor. Von 2000 bis 2023 war er Universitätsprofessor für Exegese und Hermeneutik des Alten Testaments an der Katholisch-Theologischen Fakultät der Universität Regensburg, seitdem befindet er sich in Ruhestand.

## Schwerpunkte
Christoph Dohmen ist dem Theologischen Studienjahr Jerusalem besonders verbunden; er nimmt als Fachprüfer am Auswahlverfahren teil und unterrichtet als Gastdozent in Jerusalem. Er ist auf verschiedene Weise im jüdisch-christlichen Dialog engagiert, so war er von 1997 bis 2003 Mitglied des Gesprächskreises „Juden und Christen“ beim Zentralkomitee der Katholiken und Mitbegründer und Sprecher (1997–2000) der Forschungsstelle für christlich-jüdische Studien an der Universität Osnabrück. Seit 2005 ist er Berater in der Unterkommission für die Beziehungen zum Judentum der Deutschen Bischofskonferenz.
Von 2001 bis 2013 war Dohmen Mitglied der Päpstlichen Bibelkommission in Rom. Er war Mitarbeiter bei der Revision der Einheitsübersetzung.

## Werke (Auswahl)
- (mit Manfred Oeming) Biblischer Kanon – warum und wozu? Eine Kanontheologie (= Quaestiones Disputatae 137), Freiburg 1992
- (mit Franz Mußner) Nur die halbe Wahrheit? Für die Einheit der ganzen Bibel, Freiburg 1993
- (mit Günter Stemberger) Hermeneutik der Jüdischen Bibel und des Alten Testaments, Stuttgart 1996
- Die Bibel und ihre Auslegung (= Beck’sche Reihe. Band 2099), München 1998
- Exodus 1–18 (= Herders Theologischer Kommentar zum Alten Testament), Freiburg 2015, ISBN 978-3-451-26804-5
- Exodus 19–40 (= Herders Theologischer Kommentar zum Alten Testament), Freiburg 2004, ISBN 978-3-451-26805-2
- (mit Thomas Hieke) Das Buch der Bücher. Die Bibel – Eine Einführung, Regensburg 2005
- Ein Wieder-Sehen mit der Bibel. Die Revision der Einheitsübersetzung kann Text und Leser zusammenführen, in: Bibel und Kirche 2/2017, S. 84–92.